# Окен (лунный кратер)
Кратер Окен (лат. Oken) — большой древний ударный кратер в южном полушарии видимой стороны Луны. Название присвоено в честь немецко-швейцарского ботаника и физиолога Лоренца Окена (1779—1851) и утверждено Международным астрономическим союзом в 1935 г. Образование кратера относится к нектарскому периоду.

## Описание кратера

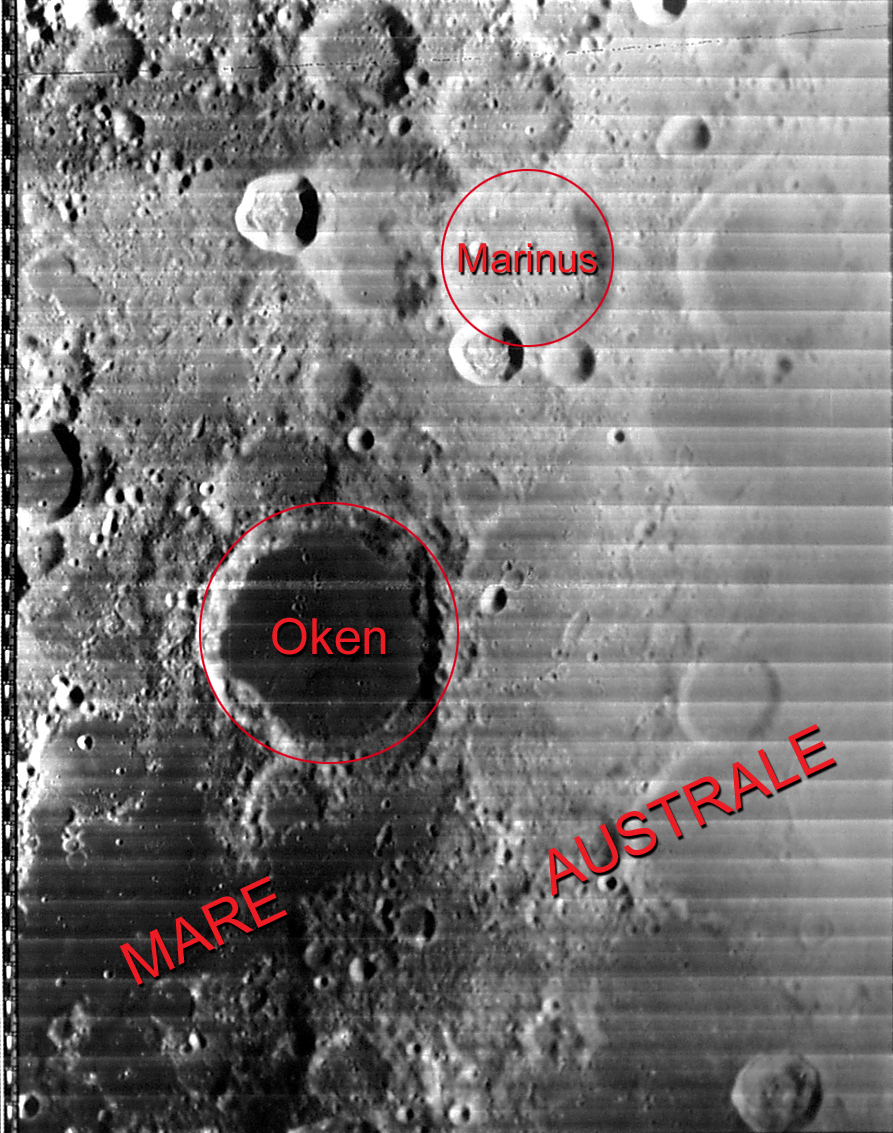
Окрестности кратера Окен. Снимок зонда Lunar Orbiter - IV.

Ближайшими соседями кратера являются кратер Марин на севере; кратер Гамильтон на востоке; кратер Лио на юго-востоке и кратеры Брисбен и Пэреск на юго-западе. На востоке от кратера располагается Море Южное. Селенографические координаты центра кратера 43°46′ ю. ш. 76°05′ в. д. / 43,76° ю. ш. 76,09° в. д., диаметр 78,7 км, глубина 2550 м.
Кратер Окен имеет полигональную форму и значительно разрушен. Дно чаши кратера затоплено и выровнено темной базальтовой лавой, над поверхностью которой выступает сглаженная вершина вала. В юго-восточной части кратера находится широкий выступ, вал в этой части двойной. От южной части вала в южном направлении отходит массивный хребет. В северо-западной части чаши кратера расположено скопление мелких кратеров, в северной и восточной части расположены небольшие куполообразные возвышения. Юго-восточная часть чаши отделена складкой.

## Сателлитные кратеры
| Окен | Координаты                                            | Диаметр, км |
| ---- | ----------------------------------------------------- | ----------- |
| A    | 43°20′ ю. ш. 71°25′ в. д. / 43,34° ю. ш. 71,41° в. д. | 35,5        |
| E    | 46°13′ ю. ш. 79°15′ в. д. / 46,22° ю. ш. 79,25° в. д. | 13,2        |
| F    | 44°29′ ю. ш. 71°23′ в. д. / 44,49° ю. ш. 71,38° в. д. | 24,6        |
| L    | 42°47′ ю. ш. 78°08′ в. д. / 42,79° ю. ш. 78,14° в. д. | 9,3         |
| M    | 41°48′ ю. ш. 75°29′ в. д. / 41,8° ю. ш. 75,48° в. д.  | 8,0         |
| N    | 42°36′ ю. ш. 74°40′ в. д. / 42,6° ю. ш. 74,67° в. д.  | 38,2        |

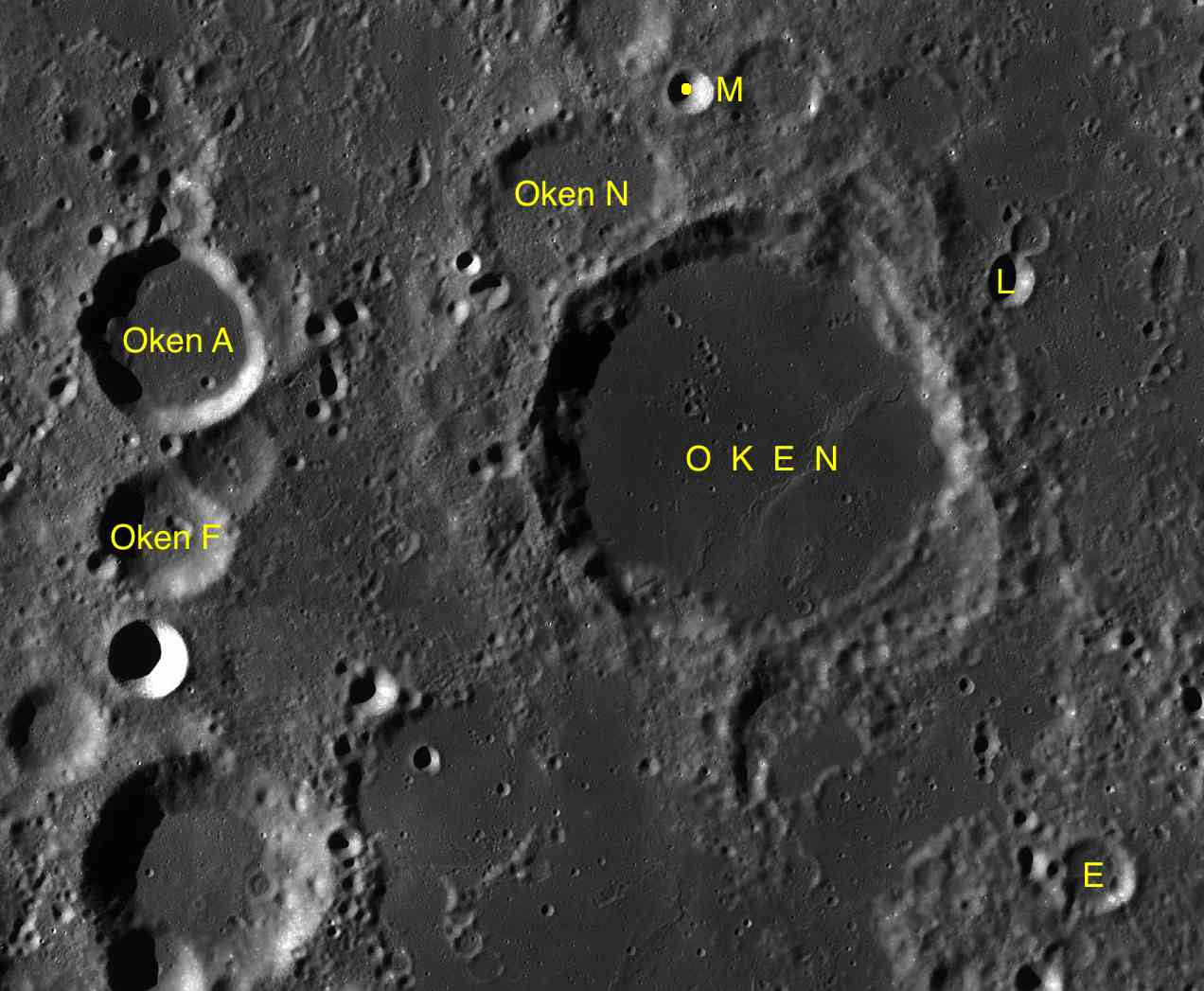
Фрагмент карты LAC-115.

- Образование сателлитного кратера Окен N относится к нектарскому периоду[1].

## См.также
- Список кратеров на Луне
- Лунный кратер
- Морфологический каталог кратеров Луны
- Планетная номенклатура
- Селенография
- Минералогия Луны
- Геология Луны
- Поздняя тяжёлая бомбардировка